# Koyunoğlu, Samandağ
Koyunoğlu là một thị trấn thuộc huyện Samandağ, tỉnh Hatay, Thổ Nhĩ Kỳ. Dân số thời điểm năm 2011 là 3.883 người.